# Thỏ mắt kiếng

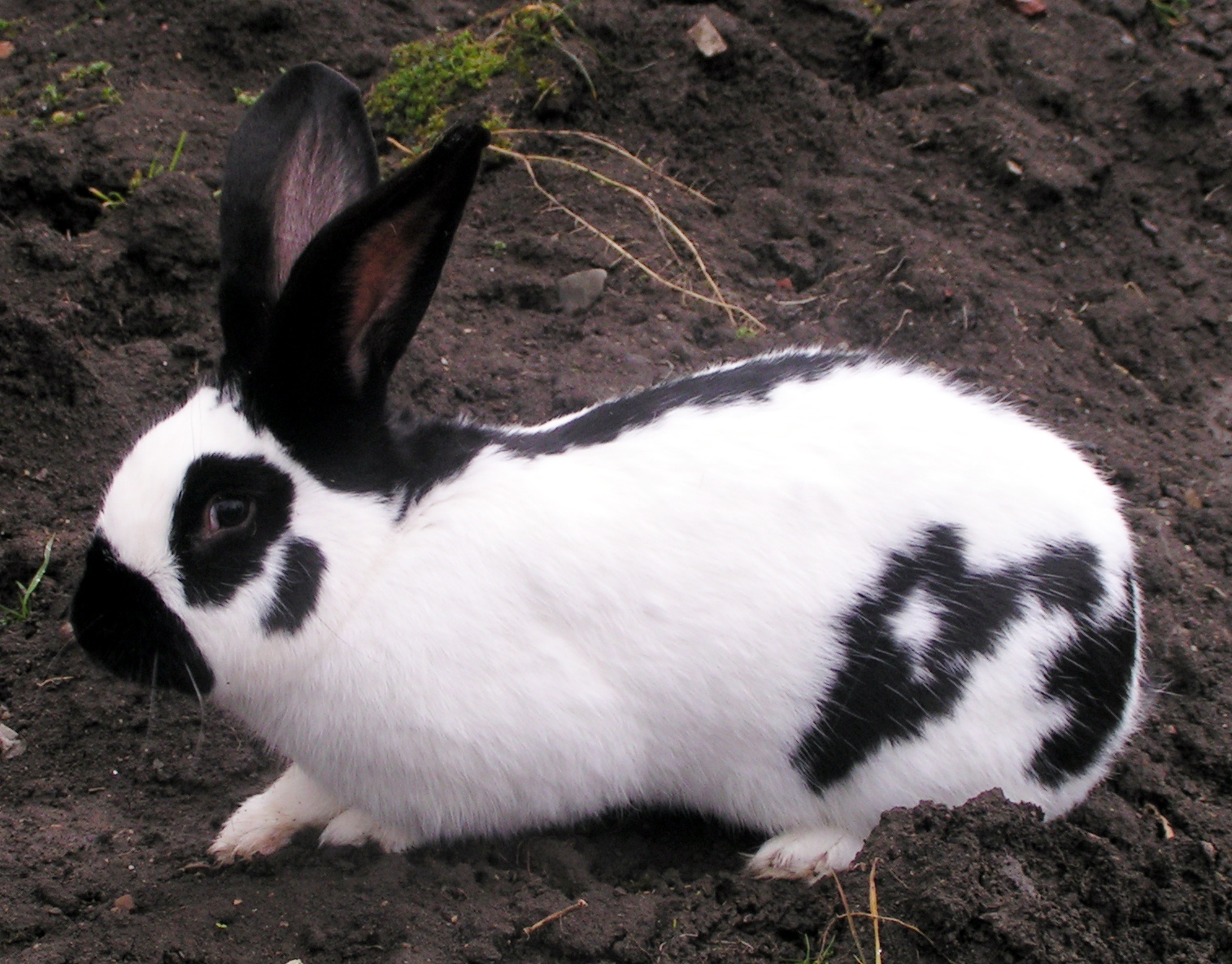
Một con thỏ mắt kiếng

Thỏ mắt kiếng (Checkered) hay còn gọi Thỏ bướm (Giant Papillon) là một giống thỏ nhà có nguồn gốc ở Châu Âu mà cụ thể là tại nước Pháp. 

## Đặc điểm
Đây là giống thỏ có lông trắng với những mảng đốm đen hoặc xanh lam, hai bên hông và trên lưng thường có đốm, mắt có viền màu đen, nâu, xám. Là loại thỏ to con, có thân dài, lưng cong. Đầu con đực to hơn đầu con cái, hai tai và mắt có viền đen,nâu, xám. Trọng lượng trưởng thành khoảng 6,4 kg.
Tại Anh giống này được gọi là Giant Papillon. Chúng là một trong 48 giống của thỏ trong nước được công nhận bởi Hiệp hội American Rabbit Breeders. Checkered Giant là nặng hơn bởi Giant Chinchilla và Flemish Giant. Các Checkered Giant được coi là một con thỏ cưng chứ không phải là một con thỏ thịt.
Cần tránh tiếp xúc với các loài động vật khác, đặc biệt là chuột. Nếu ban ngày chúng ăn không hết thức ăn thì cần vét sạch máng, nếu thừa chuột sẽ lên ăn và cắn chết thỏ, nhất là thỏ con mới đẻ. Thỏ là loài gia súc yếu, sức đề kháng cơ thể kém, dễ cảm nhiễm các mầm bệnh và phát triển thành dịch, khi mắc bệnh chúng rất dễ chết.
Dạ dày chúng co giãn tốt nhưng co bóp yếu. Nhiều con bị chứng sâu răng hành hạ và có vấn đề về tiêu hóa. Chúng cũng bị mắc một số bệnh như bại huyết, ghẻ, cầu trùng, viêm ruột, do ăn thức ăn sạch sẽ, không bị nấm mốc. Nếu thấy chúng có hiện tượng phân hôi, nhão sau đó lỏng dần thấm dính đét lông quanh hậu môn, kém ăn, lờ đờ uống nước nhiều đó là bệnh tiêu chảy. Chúng hiếu động và ham chạy nhảy, sinh trưởng tốt, nuôi chúng không cần nhiều diện tích.

## Tập tính
Chúng có một chế độ ăn uống tốt và tự do lựa chọn. Cỏ linh lăng hay cần phải tránh vì nó là quá giàu calci. Rau tươi và trái cây nên được đưa vào từng lần để tránh làm xáo trộn đường tiêu hóa của thỏ, mà có thể gây ra tiêu chảy và dẫn đến mất nước. Nước ngọt luôn cần được cung cấp.
Nhiều thỏ sống rất tốt trong nhà. Chúng dễ chỉ bảo nhưng đôi khi cũng khá khó tính. Hãy nhận biết rằng thỏ thích nhai do đó hãy chắc chắn rằng tất cả các dây được cất an toàn hoặc trong vỏ nhựa bảo vệ và hiểu rằng một số đồ nội thất có thể nó sẽ mon men lại gần và sẽ nhai chúng 

## Nuôi nhốt
Nếu chọn để lồng thỏ hãy chắc chắn lồng là ít nhất 3 feet 3 hay 4 feet (0,9 × 0,9 × 1,2 m). Nếu lồng có đáy dây chắc chắn cung cấp cho các con thỏ một tấm ván hoặc thảm cỏ biển để đứng trên đôi chân của mình như vậy sẽ không bị làm hư hại. Cung cấp một hộp ẩn hoặc nơi trú ẩn và rất nhiều rơm cho giường chúng.
Một số bệnh thông thường và rối loạn như với thỏ khác, chúng có thể mang STDs và cũng giống này không làm được cảm thấy thoải mái ở nhiệt độ cao hay thấp. Chân đau hay áp xe là phổ biến vì chúng hay dẫm đạp.
Cho ăn cà rốt có thể khiến chúng bị sâu răng, cũng như gây nên những vấn đề về sức khỏe khác. Cà rốt và táo chứa nhiều đường thực vật, chỉ nên cho thỏ ăn những loại này ít. Chúng thích cam thảo nhưng nó lại không tốt bởi thỏ không thể tiêu hóa đường. Chúng thông thường không ăn rau củ có rễ, ngũ cốc hoặc trái cây, đặc biệt là rau diếp. Nên cho thỏ ăn cỏ, cải lá xanh đậm như bắp cải, cải xoăn, bông cải xanh (phải rửa sạch).
Luôn có thức ăn xanh trong khi chăm sóc, lượng thức ăn xanh cho chúng luôn chiếm 90% tổng số thức ăn trong ngày. Có thể cho chúng ăn thêm thức ăn tinh bột, không được lạm dụng vì chúng sẽ dễ bị mắc bệnh về đường tiêu hóa dẫn đến chết. Nhiều người cho rằng thỏ không cần uống nước là sai. Thỏ chết không phải do uống nước hay ăn cỏ ướt mà vì uống phải nước bẩn và ăn rau bị nhiễm độc.